# Les Collades (Lluçà)
Les Collades és una masia de Lluçà (Lluçanès) inclosa a l'Inventari del Patrimoni Arquitectònic de Catalunya.

## Descripció
Casa molt senzilla de planta rectangular i teulada a dues vessants amb el carener paral·lel a la façana principal. Al costat dret de la façana hi ha una construcció annexa que servia de paller o de cort. La distribució de les façana és regular amb dues portes amb llindes de fusta (una de les quals està tapiada) i dues finestres amb llinda, muntants i ampit de pedra. La finestra de la part esquerra conserva l'ampit amb decoració de dentells a la part inferior. A la part del darrere de la casa es conserva un petit paller en bon estat.